# Promo 2007
Ruined Lansdscape – album demo polskiego zespołu Empatic wydany w styczniu 2007 roku.

## Lista utworów
1. „Tomorrowland” – 4:33
2. „False Friend” – 3:02
3. „So What?” – 4:15
4. „Fulfilled Dreams” – 4:47
5. „Enola Gay (cover OMD)” – 2:55

## Twórcy
- Maciej Rochaczewski – śpiew
- Jakub Bednarski – gitara
- Przemysław Cikacz – gitara
- Włodzimierz Małaszek– gitara basowa
- Piotr Kinalski  – perkusja